# Diócesis de Dalby
La diócesis de Dalby (en danés: Dalby Stift y en sueco: Dalby stift) fue una circunscripción eclesiástica de la Iglesia católica en Dinamarca, en territorio que hoy pertenece a Suecia. Fue suprimida en 1066. Se trataba de una diócesis latina, sufragánea de la arquidiócesis de Hamburgo-Bremen.

## Territorio y organización
La diócesis extendía su jurisdicción sobre los fieles católicos de rito latino residentes en Blekinge, el sur de Escania y la isla de Bornholm. Su territorio sueco desde el 29 de junio de 1953 está incluido en la diócesis de Estocolmo, mientras que la isla de Bornholm desde el 29 de abril de 1953 es parte de la diócesis de Copenhague. 
La sede de la diócesis se encontraba en la ciudad de Dalby, en donde se halla la Catedral de la Santa Cruz, hoy perteneciente a la Iglesia de Suecia. Es la iglesia de piedra más antigua de Escandinavia.

## Historia
En 1060 el rey Svend II de Dinamarca comenzó la construcción de un centro religioso y su residencia real en Dalby. Svend II dividió la diócesis de Roskilde separando lo que hoy son territorios suecos y la isla de Bornholm en dos diócesis, colocando a Egino de Hildesheim como obispo misionero de Dalby, siendo ordenado obispo de Dalby por el arzobispo Adalberto de Bremen ese mismo año. Por otra parte, Henrik, hasta entonces obispo en Orcadas, recibió la diócesis de Lund.
Egino hizo construir la iglesia de la Santa Cruz como iglesia episcopal y trató de fortalecer la posición de Dalby como sede episcopal frente a Lund. Estuvo intensamente involucrado en la misión, particularmente en Bornholm y Blekinge, convirtiendo a paganos, por lo que se lo considera el apóstol de Blekinge. Desde 1066 sucedió a Henrik, fallecido obispo de Lund, que, como toda Escandinavia, también pertenecía a la provincia de la arquidiócesis de Bremen. La diócesis de Dalby pronto se incorporó a la diócesis de Lund, aunque la ciudad conservó cierta importancia religiosa al ser sede de un monasterio agustino.

## Episcopologio

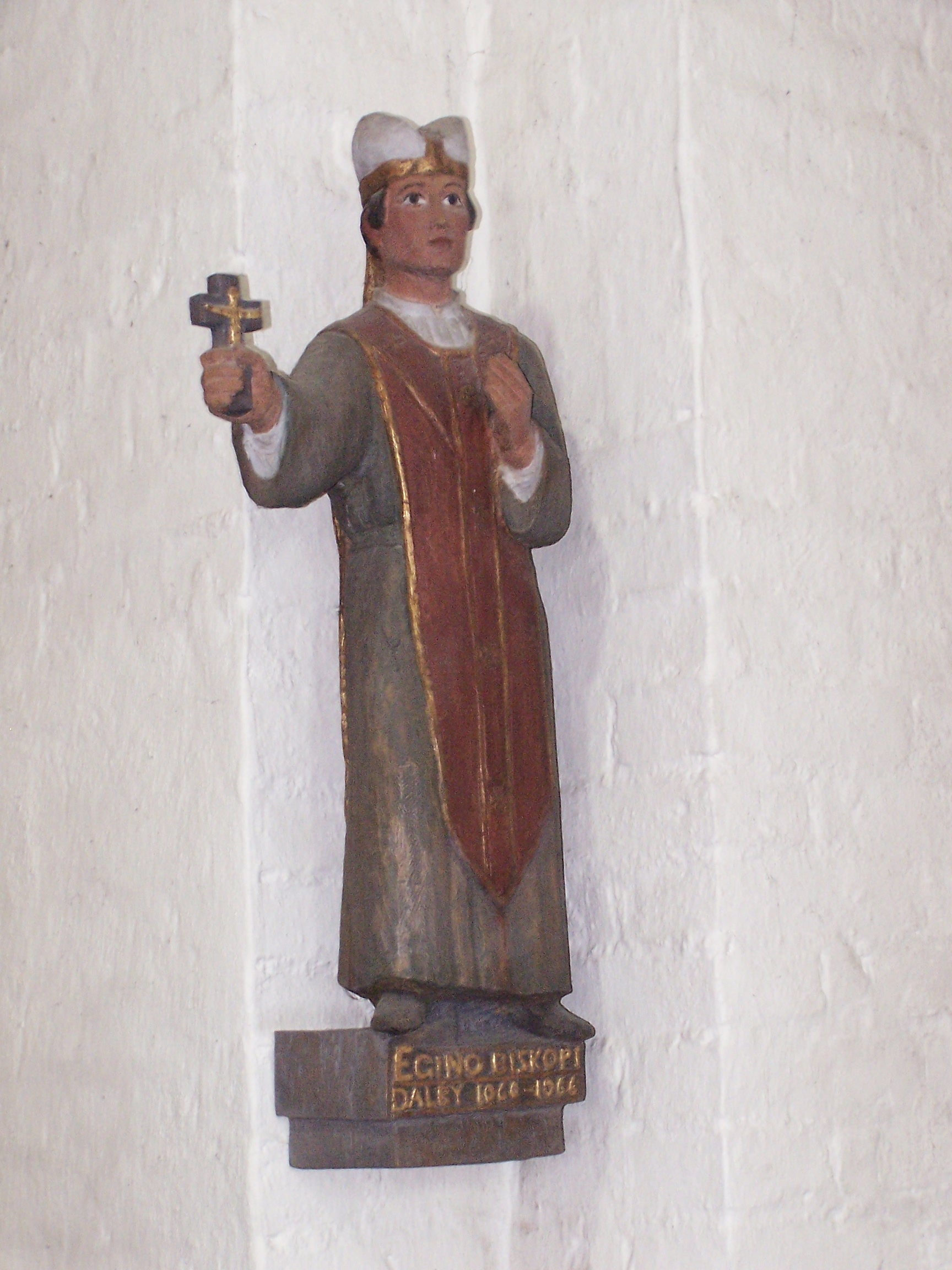
Egino de Hildesheim, único obispo de Dalby

- Egino † (1060-1066 nombrado obispo de Lund)
  - Sede suprimida